# Badlands (película)
Badlands —conocida en español con los títulos de Malas tierras, Mala tierra y Mundos bajos— es una película de 1973 escrita y dirigida por Terrence Malick, protagonizada por Martin Sheen y Sissy Spacek, junto con Warren Oates y Ramón Bieri.

## Argumento
Holly Sargis narra la película mientras vive en Fort Dupree, un pueblo sin salida de Dakota del Sur. Tiene una relación tensa con su padre, un pintor de letreros, desde la muerte de su madre por neumonía años antes. Holly conoce a Kit Carruthers, un recolector de basura, engrasador problemático y veterano de la guerra de Corea. Se parece a James Dean, un actor al que Holly admira. Después de que Kit encanta a Holly, él toma su virginidad. A medida que se vuelven más cercanos, sus tendencias violentas y antisociales se revelan gradualmente.
El padre de Holly desaprueba a Kit y mata a su perro como castigo por pasar tiempo con él. Kit irrumpe en la casa de Holly e insiste en que se escape con él. Cuando su padre protesta y amenaza con llamar a la policía, Kit lo mata a tiros. Después de que Kit y Holly fingen suicidarse incendiando la casa, se dirigen a las tierras baldías de Montana. Construyen una casa en un árbol en un área remota y viven allí, pescando y robando pollos para comer. Huyen después de ser encontrados por tres hombres (a quienes Kit luego le dice a Holly que eran cazarrecompensas) a quienes Kit mata a tiros. Buscan refugio con el antiguo compañero de trabajo de Kit, Cato, pero cuando intenta pedir ayuda, Kit también le dispara. Kit obliga a una pareja que llega a visitar a Cato a entrar en un sótano para tormentas. Dispara a la puerta del sótano cerrada y se va sin comprobar si están muertos.
Kit y Holly son perseguidos por la policía en todo el Medio Oeste. Se detienen en la mansión de un hombre rico y toman suministros, ropa y su Cadillac, salvando la vida del tipo y su criada sorda. Mientras conducen a través de Montana hacia Saskatchewan, la policía los encuentra y los persigue.
Holly, que se ha cansado de Kit y de la vida a la carrera, se niega a ir con él y se entrega ante la policía que ha venido en helicóptero. Kit huye por su cuenta prometiendo a Holly que se verán el día de año nuevo y lidera a la policía en una persecución en coche, pero pronto lo atrapan. Ya bajo el poder de la ley, encanta a los oficiales que lo arrestaron y a las tropas de la Guardia Nacional, arrojándoles sus pertenencias personales como recuerdo de su ola de crímenes, y lo tratan con sumo respeto y casi admiración. Holly revela al final que recibió libertad condicional y se casó con el hijo de su abogado defensor, y Kit fue ejecutado por sus crímenes.

## Reparto
- Martin Sheen: Kit Carruthers.
- Sissy Spacek: Holly Sargis.
- Warren Oates: Padre.
- Ramon Bieri: Cato.
- Alan Vint: Diputado.
- Gary Littlejohn: Sheriff.
- John Carter: Hombre rico.
- Bryan Montgomery: Chico.

## Historia original
La historia de Charles Starkweather y Caril Ann Fugate no solo sirvió de inspiración a Terrence Malick, también ha generado la creación de otras películas, libros, canciones, cómics o fotolibros, como es el caso de Redheaded Peckerwood creado por Christian Patterson en 2011.